# جاکومو استراتا
جاکومو استراتا (ایتالیایی: Giacomo Stratta؛ زادهٔ) دوچرخه‌سوار اهل ایتالیا است.